# Parulasanger
Parulasangeren (Setophaga americana) er en spurvefugl af i familien af amerikanske sangere, som yngler i det østlige Nordamerika fra Canada til Florida. Det er en trækfugl, der overvintrer i det sydlige Florida, det nordlige Centralamerika, Vestindien eller de Små Antiller. I sjældne tilfælde finder man den også det vestligste Europa.
Parulasangeren holder primært til i skove, hvor den bygger en mosforet rede og lægger 3-7 æg i kuldet; de sydligste fugle får nogle gange to kuld på et år. Den lever næsten udelukkende af hvirvelløse dyr som undertiden suppleres med planteføde.